# 京都府道・大阪府道733号柚原向日線
京都府道・大阪府道733号柚原向日線（きょうとふどう・おおさかふどう733ごう ゆのはらむこうせん）は、京都府亀岡市から大阪府高槻市を経由して、京都府向日市に至る一般府道である。

## 概要
京都府亀岡市西別院町柚原から大阪府高槻市を経由して、京都府向日市寺戸町に至る。
起点および終点は京都府に存在しながら、途中に大阪府を通過する経路をとる。山間部区間の重複路線ではない区間はほとんどが1 - 1.5車線の狭小路線である。

### 路線データ
- 起点：京都府亀岡市西別院町柚原（柚原交差点、国道423号交点）
- 終点：京都府向日市寺戸町（福祉会館前交差点、京都府道・大阪府道67号西京高槻線交点、京都府道206号向日町停車場線終点）

## 路線状況

### 重複区間
- 大阪府道・京都府道46号茨木亀岡線（京都府亀岡市東別院町南掛 - 亀岡市東別院町栢原・九折交差点）
- 大阪府道・京都府道6号枚方亀岡線（大阪府高槻市大字田能）
- 京都府道205号中山向日線（京都府京都市西京区大原野上里北ノ町・東山交差点 - 京都市西京区大原野上里南ノ町・大原野口交差点）

### 道路施設

#### 橋梁
- 京都府
  - 上里橋（小畑川、京都市西京区）

## 地理

### 通過する自治体
- 京都府
  - 亀岡市
- 大阪府
  - 高槻市
- 京都府
  - 京都市（西京区） - 向日市

### 交差する道路
| 交差する道路                                                       | 都道府県名 | 市町村名 | 市町村名 | 交差する場所     | 交差する場所            |
| ------------------------------------------------------------------ | ---------- | -------- | -------- | ---------------- | ----------------------- |
| 国道423号                                                          | 京都府     | 亀岡市   | 亀岡市   | 西別院町柚原     | 柚原交差点 / 起点       |
| 大阪府道・京都府道46号茨木亀岡線 重複区間起点                      | 京都府     | 亀岡市   | 亀岡市   | 東別院町南掛     |                         |
| 大阪府道・京都府道43号豊中亀岡線                                   | 京都府     | 亀岡市   | 亀岡市   | 東別院町栢原     | 栢原交差点              |
| 大阪府道・京都府道46号茨木亀岡線 重複区間終点                      | 京都府     | 亀岡市   | 亀岡市   | 東別院町栢原     | 九折交差点              |
| 大阪府道・京都府道6号枚方亀岡線重複区間起点                        | 大阪府     | 高槻市   | 高槻市   | 大字田能         |                         |
| 大阪府道・京都府道6号枚方亀岡線 重複区間終点                       | 大阪府     | 高槻市   | 高槻市   | 大字田能         |                         |
| 京都府道140号灰方中山線                                            | 京都府     | 京都市   | 西京区   | 大原野灰方町     | 灰方交差点              |
| 京都府道10号大山崎大枝線                                           | 京都府     | 京都市   | 西京区   | 大原野上里北ノ町 | 宇ノ山交差点            |
| 京都府道205号中山向日線 重複区間起点 京都府道207号上久世石見上里線 | 京都府     | 京都市   | 西京区   | 大原野上里北ノ町 | 東山交差点              |
| 京都府道205号中山向日線 重複区間終点                               | 京都府     | 京都市   | 西京区   | 大原野上里南ノ町 | 大原野口交差点          |
| 京都府道・大阪府道67号西京高槻線 京都府道206号向日町停車場線       | 京都府     | 向日市   | 向日市   | 寺戸町           | 福祉会館前交差点 / 終点 |

### 沿線
- 亀岡市立西別院小学校
- 亀岡警察署 西別院駐在所
- 亀岡市立別院中学校
- 高槻市立樫田小学校
- 高槻花しょうぶ園
- 関西電力西京都変電所
- 大原野森林公園
- 洛西ニュータウン
- 京都市立大原野小学校
- 京都市立大原野中学校
- 京都市立上里小学校
- 向日市役所
- 永守重信市民会館
- 京都向日町競輪場

### 峠
- 京都府
  - 逢坂峠（京都市西京区）